# Cléden-Poher
Cléden-Poher är en kommun i departementet Finistère i regionen Bretagne i västra Frankrike. Kommunen ligger i kantonen Carhaix-Plouguer som tillhör arrondissementet Châteaulin. År 2022 hade Cléden-Poher 1 135 invånare.

## Befolkningsutveckling
Antalet invånare i kommunen Cléden-Poher
Referens:INSEE